# 모리스 블랑쇼
모리스 블랑쇼(Maurice Blanchot)는 프랑스의 소설가, 문학비평가, 철학자로, 1907년 9월 22일 손에루아르 드브루즈 코뮌의 마을, 캥에서 태어나 2003년 2월 20일 이블린 메닐생드니에서 사망했다. “그는 일생 동안 전적으로 문학에 몸을 바쳤고 자신의 특질인 침묵에 전념했다.”
모리스 블랑쇼와 반유대주의, 극우파와의 관계는 수차례 논쟁의 대상이 되었다. 블랑쇼가 1930년대에 선택한 정치적 노선은, 전쟁 동안, 특히 프랑스 해방 동안 그가 보여준 태도로 인하여, 그리고 공산주의와 극좌파에 참여한 것으로 상쇄되었다. 그는 알제리 전쟁에 반대하여 적극적으로 운동을 벌였으며, 68운동에 참여하며 드골 정권과 싸웠다.
블랑쇼의 사상과 저술은 1950년대와 1960년대 프랑스 문화 전반에 걸쳐, 프랑스론(論)French Theory이라 불리는 학설의 대표 인물들에게 있어 막대한 영향을 끼쳤다.

## 생애
모리스 블랑쇼는 1907년 9월 22일 드브루즈(손에루아르)에 위치한 마을, 캥의 유복한 환경에서 태어났다. 불랑쇼는 1925년까지 스트라스부르에서 독일어와 철학을 공부했다. 그는 악시옹 프랑세즈에 드나들었고, 끝이 은으로 된 지팡이를 갖추고 거닐었다. 블랑쇼가 엠마뉘엘 레비나스를 만난 건 스트라스부르 대학에서였다. "당대 정치에 있어 나와 의견차가 있던 그는 왕정주의자였다." 블랑쇼는 "서로 말을 놓았던 (존칭인 vous가 아닌 친칭인 tu로 칭한다는 뜻) 엠마뉘엘 레비나스, 유일한 친구— 아, 동떨어진 친구—; 말을 놓았던 것은 단지 우리가 어려서 그런 것이 아니고, 숙고하여 내린 결정이니, 절대 깨지 않으리라 희망하는 약속이다."라며 말한다. (<우정을 위하여>). 1928년, 블랑쇼는 마르틴 하이데거의 <존재와 시간> 독해를 마친다. "엠마뉘엘 레비나스 덕택에, 그가 없었다면야 나는 1927년이나 1928년부터 <존재와 시간> 강독을 시작할 수조차 없었을 것이다. 이 책은 내게 진정한 지적 충격을 주었다. 최고의 사건이 벌어진 것이다. 지금에서도, 내 기억속에서도, 이 충격을 완화하는 건 불가능하다."(크리스토프 비당 인용, p. 44). 블랑쇼는 1929년 파리에서 고등 교육 자격(1966년 이전의 학위로 석사 학위에 대응하나 실제로는 학사 학위에 더 가까움)을 받으며, 이후 1930년 소르본에서 회의론자들의 독단론 개념에 관한 연구를 통하여 학위를 취득한다. 이후 그는 생트안 병원에서 신경학과 정신의학 전문으로서 의학을 수련했다.

## 소설책
- 토마 알 수 없는자 (Thomas l'Obscur) (1941)
- 아미나다브 (Aminadab) (1942)
- 죽음의 선고 (L'Arrêt de mort) (1948)
- 지극히 높은 자 (Le Très-Haut) (1949)
- 최후의 남자 (Le Dernier homme) (1957)
- 기다림 망각(L'Attente l'oubli) (1962)
- 저 너머로의 발걸음 (Le Pas au-delà) (1973)
- 대낮의 광기 (La Folie du jour) (1973)
- 나의 죽음의 순간 (L'Instant de ma mort) (1994)

## 사유책
- 불의 몫 (La Part du feu) (1949)
- 문학의 공간 L'Espace littéraire (1955)
- 도래할 책 (Le Livre à venir) (1959)
- 무한한 대화 (L'Entretien infini) (1969)
- 우정 (L'Amitié) (1971)
- 재앙의 글쓰기 (L'Ecriture du désastre) (1980)
- 카프카에서 카프카로 (De Kafka à Kafka) (1981)
- 밝힐 수 없는 공동체 (La Communauté inavouable) (1983)
- 다른 곳에서 온 목소리 (Une voix venue d'ailleurs) (2002)
- 정치 평론 1953-1993 (2003)

## 주요 개념

### 익명적 죽음(추후에 다른 익명의 저자들이 채워 넣기를 바란다)

#### 카프카의 경우
(.....)

#### 말라르메의 경우
(.....)

#### 릴케의 경우
(.....)

#### 하이데거와의 비교
(.....)